# Габріель Соарес
Габріель Соарес (22 січня 1997 , Бразилія ) — італійський веслувальник, срібний призер Олімпійських ігор 2024 року.

## Виступи на Олімпіадах
| Олімпіада  | Дисципліна               | Місце |
| ---------- | ------------------------ | ----- |
| Париж 2024 | парні двійки, легка вага | 2     |